# スペイン交響曲
《スペイン交響曲》（Symphonie espagnole ）作品21は、エドゥアール・ラロが1874年に作曲した作品。ラロの代表作と見なされている。ニ短調をとる。
交響曲と題され、構成もいわゆる交響曲を意識した4楽章の中央に「間奏曲」を追加した5楽章からなるものの、実際はヴァイオリン独奏と管弦楽のために作曲された交響的協奏曲にほかならない。ラロは1872年にパブロ・デ・サラサーテのためにヴァイオリン協奏曲第1番 ヘ長調を作曲しており、この曲もサラサーテのために書かれていることから本来「ヴァイオリン協奏曲第2番」に当たる曲である。
随所にスペイン的な主題が使われ、フランスにおけるスペイン趣味の流行の前触れを告げた（本作の初演はビゼーの歌劇《カルメン》の初演に先立つこと実に1ヵ月であった）。また、チャイコフスキーがヴァイオリン協奏曲ニ長調（1878年）を書く際に、その民族色豊かな内容や音楽構造を研究し参考にしたと言われている。
1875年2月にパリでサラサーテの独奏により初演された。その際サラサーテが第3楽章「間奏曲」をカットしたため、19世紀から20世紀前半までは同様の習慣が続いたが、20世紀後半にメニューインなどが全曲演奏および全曲録音に着手してから、現在ではカットなしの演奏が一般化している。
この作品以外に交響曲と公称されたラロの作品はト短調の作品（作品番号なし）のみである。《スペイン交響曲》から13年後の、この《交響曲 ト短調》は独奏楽器を伴っておらず、トーマス・ビーチャムに愛されたものの、めったに上演も録音もされていない。

## 編成
独奏ヴァイオリン、ピッコロ、フルート2、オーボエ2、クラリネット2、ファゴット2、ホルン4、トランペット2、トロンボーン3、ティンパニ、小太鼓、トライアングル、ハープ、弦五部

## 構成
以下の5楽章からなる。
- 第1楽章　アレグロ・ノン・トロッポ　ニ短調　2分の2拍子　ソナタ形式

- 第2楽章　スケルツァンド　アレグロ・モルト　ト長調　8分の3拍子　三部形式

- 第3楽章　間奏曲　アレグロ・ノン・トロッポ　イ短調　4分の2拍子　三部形式

- 第4楽章　アンダンテ　ニ短調　4分の3拍子　三部形式

- 第5楽章　ロンド　アレグロ　ニ長調　8分の6拍子

## メディア
- 1. Allegro non troppo - YouTube
- 2. Scherzando: Allegro molto - YouTube
- 3. Intermezzo: Allegro non troppo - YouTube
- 4. Andante - YouTube
- 5. Rondo: Allegro - YouTube